# Inflationsheiliger

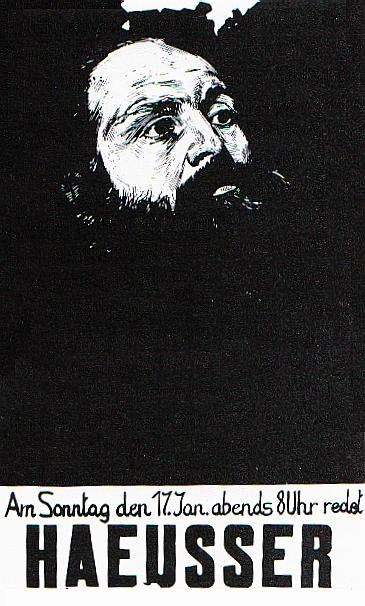
Ludwig Christian Haeusser

Muck-Lamberty

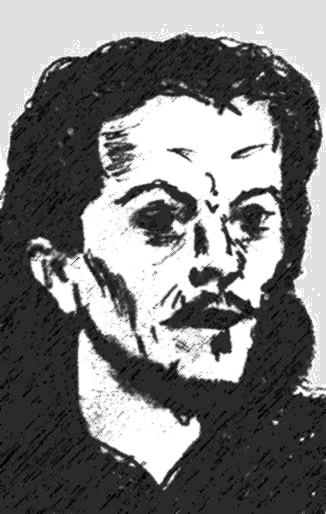
Leonard Stark

Als Inflationsheilige wird nach 1945 eine heterogene Gruppe von Männern bezeichnet, die zu ihrer Zeit als „Wanderheilige“, „Naturmenschen“ oder „Naturpropheten“ bekannt waren und besonders während der großen Inflation Anfang der 1920er in Erscheinung traten. Sie selbst nannten sich „Brüder“ (Johannes Guttzeit), „Christrevolutionäre“ (Alfred Daniel), „Christsozialisten“ (Max Schulze-Sölde) oder „Banditen des Weltbummelbunds“ (Gusto Gräser). Es handelte sich um eine neureligiöse Erweckungsbewegung, die mit urchristlicher Unbedingtheit ein zeitgemäßes Weltbild für die Moderne verbreiten wollte.

## Allgemeines
In der Weimarer Republik erlebten insbesondere während der Inflation apokalyptische Gruppen und Kulte in Deutschland eine Hochkonjunktur. Der Spiegel nannte sie in einem Artikel zum Thema „Lumpenpropheten auf dem Jesus-Trip, Wanderprediger der ‚Revolution aus dem Innersten‘, Gurus des Ich-Kults und der Führersehnsucht, rechte und linke ‚Mutanten des Typus Hitler‘“. Die ökonomische und politische Dauerkrise nach dem verlorenen Ersten Weltkrieg bildete den Nährboden für Heils- und Erweckungsbewegungen, durch die sich insbesondere das Kleinbürgertum neue Sinnstiftung und eine geistige Neuordnung versprach. „Als die Revolutionäre erschlagen waren, im Zuchthaus saßen oder resignierten, schlug die Stunde der Wanderpropheten. Als die äußere Revolution sich totgelaufen hatte, fand sie ihre Fortsetzung in der Bewusst-seins-Revolution, in einer geistigen Wende“, so der Historiker Ulrich Linse.
Bei den Inflationsheiligen stand diese „geistige“ innerliche Entwicklung des Menschen im Mittelpunkt. Ziel war die Herrschaft der Seele über die Materie. Dabei verbanden sich religiös-schwärmerische Züge mit Zivilisationsfeindlichkeit und diffus revolutionärer Gesellschaftskritik. Politisch gab es Verbindungen sowohl zur anarchistischen Bewegung als auch zu rechten völkischen Gruppen. Besonders auffällig war die den Anhängern dieser „Propheten“ gemeinsame Erwartung eines „Messias“, wie sie in diesen Jahren auch in der Politik zu beobachten war – etwa in der Stilisierung Adolf Hitlers zum „Erlöser“ Deutschlands.

## Vertreter
Vorläufer der so genannten Inflationsheiligen waren der „Naturprophet“ Gusto Gräser, dessen Kommune Monte Verità bei Ascona eines der wichtigsten Zentren der Bewegung bildete, Gustaf Nagel sowie der Dada-Künstler Johannes Baader. Zu ihren bekanntesten Vertretern gehörten der „Erlöser der Menschheit“ Ludwig Christian Haeusser, der sich mit seinem Haeusser-Bund auch mehrfach (erfolglos) an Wahlen beteiligte, und der „Messias von Thüringen“ Friedrich Muck-Lamberty mit seiner Gruppe „Neue Schar“. Ferner der „Johannes der Jugend“ Max Schulze-Sölde, der „Heiland vom Horeb“ Emil Leibold, Theodor Plievier („Aktion Weltwende“), Otto „Christ“ Suhr sowie die Haeusser-Nachfolger Leonhard Stark und Franz Kaiser. Wichtiges Forum für die Inflationsheiligen war die Christ-Revolutionäre Sammlungsbewegung des Naturheil- und Reformärztepioniers Karl Strünckmann.
Mit dem Abklingen der Inflation 1924 war der Bewegung die Grundlage entzogen. Durch ihre Ich-Bezogenheit und die Verherrlichung des blanken Aktionismus („die Tat“) war es den Inflationsheiligen nicht gelungen, sinnvolle Lösungen der Gegenwartsprobleme zu liefern. Das führte zwangsläufig zur politischen Wirkungslosigkeit und damit zur Enttäuschung ihrer Anhängerschaft und zum Sektierertum. Viele der Prediger – wie etwa Plievier und Muck-Lamberty – zogen sich in die Bürgerlichkeit zurück, Emil Leibold wurde nach 1945 Bundesbahn-Beamter, Suhr Nähmaschinenvertreter. Andere endeten in der Psychiatrie oder durch Suizid (so Anton Graf und die selbsternannte „Eva“ Emma Ott). „Gottkaiser“ Haeusser starb nach langem Gefängnisaufenthalt 1927.
Während der Depression der frühen 1930er Jahre erlebte die Bewegung noch eine kurze Renaissance mit verstärkten Kontakten zur „völkischen Szene“ und Teilen der nationalsozialistischen Partei. Nach Ende des Zweiten Weltkrieges gab es trotz zaghafter Versuche kein Wiederaufleben der Bewegung. Doch kam es in den 1950er Jahren – allerdings unter völlig verschiedenen soziologischen Bedingungen – ebenfalls zu einer Art „Predigerwelle“, deren bekanntester Vertreter der Pater Johannes Leppich war. Auch Geistheiler wie Bruno Gröning fanden in dieser Zeit das Gehör der Öffentlichkeit.

## Soziologische Einordnung
Ihrer Herkunft und Profession nach waren die Inflationsheiligen durchaus keine homogene Gruppe: Die Spannbreite reichte vom vegetarischen Naturschwärmer, Jugendbewegtem und Weltenbummler bis zum arbeitslosen Proletarier, vom dadaistischen Happeningkünstler bis zum ehemaligen Unternehmer und Wirtschaftsbetrüger. Aber man kannte sich und arbeitete in allen nur erdenklichen Konstellationen zusammen. Neid und Konkurrenzgedanken lagen den meisten fern, obwohl die gemeinsame Grundlage ihrer Lehren der Glaube ans eigene „Ich“ und ein daraus resultierender Größenwahn und Drang zur egomanen Selbstdarstellung war. In ihrem Selbstverständnis hieß das: Je weiter man in seiner eigenen spirituellen Entwicklung gekommen war, desto größer wurde auch der Wunsch, sein eigener „Gott“ zu werden. In diesem Sinne ist Haeussers überlieferter Kampfruf zu verstehen: „Ich will Herrenmensch werden, nicht Herr über Menschen, sondern über mich selbst!“ So wurde insbesondere das Apostel-Umfeld des „Haeusser-Bundes“ ein wahrer Brutofen immer neuer „Heiliger“.

## Begriffsentstehung und -verwendung
Die Verwendung des Begriffs „Inflationsheilige“ ist für die frühen 1920er Jahre nicht nachgewiesen. In zeitgenössischen Veröffentlichungen werden sie in der Regel als „Wanderprediger“ oder „-heilige“ bezeichnet, ein Oberbegriff, der durch die ebenso benannte Bewegung der lebensreformerischen Prediger zwischen 1880 und dem Ersten Weltkrieg (der sogenannten „Kohlrabiapostel“) noch allgemein präsent war. Vermutet wird, dass der Begriff „Inflationsheiliger“ wie der des „Kohlrabiapostels“ volkstümlich entstand und zunächst in abwertender Absicht benutzt wurde. In den 1950er Jahren verwendete der Schriftsteller Theodor Plievier – selbst ehemaliger „Inflationsheiliger“ – die Bezeichnung erstmals als sachlich wertfreie Benennung. Ab Anfang der 1980er Jahre wurde der Begriff – ausgehend von den Veröffentlichungen des Historikers Ulrich Linse – als Fachbezeichnung für diese zeitlich und räumlich genau abzugrenzende Ausformung des Wanderpredigerphänomens in die historische, gesellschaftswissenschaftliche und theologische Forschung und Lehre übernommen.

## Audio
- Deutschlandfunk 25. April 2017, Wahrheitsmensch und tanzender Messias – Die Hochkonjunktur der Inflationsheiligen von Robert Schurz: Audio (1/2 Jahr online), Text und Manuskript

## Literarische Verarbeitung
„… unmittelbar nach dem Ende des großen Krieges, war unser Land voll von Heilanden, Propheten und Jüngerschaften, von Ahnungen des Weltendes oder Hoffnungen auf Anbruch eines Dritten Reiches. Erschüttert vom Kriege, verzweifelt durch Not und Hunger, tief enttäuscht durch die anscheinende Nutzlosigkeit all der geleisteten Opfer an Blut und Gut, war unser Volk damals manchen Hirngespinsten, aber auch manchen echten Erhebungen der Seele zugänglich.“

- In seiner 1932 erschienenen Erzählung Morgenlandfahrt stellt Hermann Hesse u. a. seinen Freund und Wanderprediger Gusto Gräser dar und schildert den Zug der „Neuen Schar“ des Muck-Lamberty durch Nordbayern und Thüringen im Jahr 1920.
- Hugo Hartung hat in seinen Romanen Aber Anne hieß Marie (Berlin 1952) und Die stillen Abenteuer (Berlin 1963) ebenfalls den Zug der „Neue Schar“ eingearbeitet.
- Im Buch Im blauen Wagen durch Deutschland (Berlin/Leipzig 1926) beschreibt Lisa Tetzner aus ihrer Sicht als Teilnehmerin die Wanderung der „Neuen Schar“.
- In seinen Lebenserinnerungen Via vitae (Kassel 1968) beschreibt der Theologe Wilhelm Stählin seine Begegnung mit Muck-Lamberty.
- Im Roman Gestaute Flut (Stuttgart/Berlin 1941) von Walter Kramer (1892–1956) spielt ebenfalls Muck-Lamberty eine Rolle.
- In der Figur des Daniel zur Höhe in Thomas Manns Roman Doktor Faustus (1947) wurden die Inflationsheiligen und der Kreis um Stefan George verarbeitet.
- Der kirchenkritische Schriftsteller Hermann Stehr baute Louis Haeusser in seinen Roman Droben Gnade Drunten Recht. Das Geschlecht der Maechler (Leipzig 1944) ein.
- In seinem im Exil geschriebenen autobiographischen Roman Untermenschen (Kopenhagen 1933) lässt Walter Kolbenhoff seine Hauptfiguren in Berlin über Inflationsheilige und speziell Haeusser diskutieren.
- Käthe Kollwitz notierte die Eindrücke, die Theodor Plievier als „Heiliger“ auf sie machte, in ihren Tagebüchern (Ich sah die Welt mit liebevollen Blicken, Wiesbaden o. J.).
- Der Schriftsteller und Nationalbolschewist Ernst Niekisch schildert seine Erinnerungen an angebliche „Erlöser“ wie die Inflationsheiligen und Adolf Hitler in Gewagtes Leben. Begegnungen und Erlebnisse (Köln/Berlin 1958).
- Otto Buchinger, befreundet mit Johannes Baader, berichtet in Vom Marinearzt zum Fastenarzt. Metamorphosen eines Wandernden (Freiburg, Hyperion 1955) von den Kontakten der DADA-Szene zu Gräser und dem Haeusser-Kreis.
- Über einen Auftritt des „Armenheilands“ Karl Wassmann berichtet Georg K. Glaser in seinem Hauptwerk Geheimnis und Gewalt (1951 u.ö.).